# Roy Berglöf
Roy Holger Berglöf, född 24 april 1926, död 27 juli 2017 i Karlstad, var en svensk curling- och bandyspelare. 
Som 14-åring blev Berglöf ordinarie i Karlstad-Götas bandylag och spelade sedan för klubben under 23 säsonger. Han blev lagkapten och var i SM-final 1952 mot Edsbyn men förlorade 0-1 på Stockholms stadion. 1957 hemförde han tillsammans med landslaget i bandy VM-brons i Helsingfors. Han utsågs till Stor Grabb nummer 102 i Bandy.
Berglöf var i slutet av 1950-talet med om att bilda curlingsektion inom Göta, som senare blev Karlstads Curlingklubb, och svarade också för bedriften att bli svensk mästare i curling, där han som fourth deltog i Götas segrande lag vid de första SM-tävlingarna 1968 och blev 4:a i VM samma år i Pointe-Claire i Kanada. Laget bestod dessutom av - lead : Stig Håkansson, skip: Kjell Grengmark och second: Sven Carlsson. Tre år senare i franska Megene representerade både Roy och sonen Erik Berglöf Sverige i VM och blev nummer fem.
Roy Berglöf utsågs 1971-72 till Stor Grabb (nummer 21) även i curling.
Berglöf, som var byggnadsingenjör, var TV-sportens expertkommentar i curling vid sidan av Lars-Gunnar Björklund.
Roy Berglöf var far till travkusken och travtränaren Erik Berglöf.